# Gloria Carrión Fonseca
Gloria Carrión Fonseca, nacida en Managua en 1980, es una directora de cine, economista e investigadora social nicaragüense.

## Formación
Realizó una Maestría en Cine Documental de la Universidad del Cine (FUC) en Argentina. 
Estudió en la Escuela de Economía y Ciencias Políticas de Londres (London School of Economics and Political Science), la Universidad de Nueva York y la Universidad de Trent, Canadá.

## Carrera artística
Ha dirigido cortometrajes y largometrajes de cine experimental, ficción y documental, entre ellos los cortometrajes Fractales (2011), Un pedazo de lo que es familia, Rossana en construcción (2013),
En 2016 realizó  Del fuego que seremos.
En 2017 estrenó el largometraje Heredera del viento en el IDFA - Festival Internacional de Cine Documental de Ámsterdam, Países Bajos.
En 2019 presentó su película de ficción Días de luz en el AFI - Festival Internacional de Cine en Washington D. C., codirigida junto a otros cinco directores centroamericanos  y preseleccionada a los premios Óscar de 2021.
En 2022 dirigió el cortometraje Hojas de K, coproducción de Nicaragua y Costa Rica, de una duración de 18 minutos.
Su último proyecto es Pantasma, largometraje documental donde trata el tema del exilio que ella misma relata en primera persona.
Es directora de la productora 'Caja de Luz'.  

## Vida personal
Es hija de los revolucionarios sandinistas Carlos Carrión, alcalde de Managua entre 1988 y 1990, y de Ivette Fonseca, asesora del ministro de Educación a finales de la década de los ochenta del siglo XX. Es sobrina del político, exguerrillero y comandante de la Revolución Sandinista, Luis Carrión Cruz.
Es muy crítica con la situación política de su país provocada por el gobierno de Daniel Ortega y Rosario Murillo.